# 韦明海
韦明海（1921年—），男，陕西洛川人，中华人民共和国政治人物，曾任中共宝鸡市委第一书记，陕西省农业委员会主任，陕西省人大常委会副主任。